# Czechoslovakian International 1976
Die Czechoslovakian International 1976 im Badminton fanden vom 8. bis zum 10. Oktober 1976 in Prag statt.

## Sieger und Platzierte
| Disziplin    | Gold                               | Silber                           | Bronze                                 |
| ------------ | ---------------------------------- | -------------------------------- | -------------------------------------- |
| Herreneinzel | Michael Schnaase                   | Steen Fladberg                   | Gert Helsholt                          |
| Herreneinzel | Michael Schnaase                   | Steen Fladberg                   | Morten Frost                           |
| Dameneinzel  | Inge Borgstrøm                     | Monika Cassens                   | Taťána Pravdová                        |
| Dameneinzel  | Inge Borgstrøm                     | Monika Cassens                   | Eva-Maria Kranz                        |
| Herrendoppel | Wolfgang Bochow Roland Maywald     | Steen Fladberg Morten Frost      | Michael Schnaase Karl-Heinz Zwiebler   |
| Herrendoppel | Wolfgang Bochow Roland Maywald     | Steen Fladberg Morten Frost      | Roland Riese Edgar Michalowski         |
| Damendoppel  | Monika Cassens Angela Michalowski  | Inge Borgstrøm Pia Nielsen       | Eva-Maria Kranz Marieluise Zizmann     |
| Damendoppel  | Monika Cassens Angela Michalowski  | Inge Borgstrøm Pia Nielsen       | Taťána Pravdová Jaroslava Semecká      |
| Mixed        | Wolfgang Bochow Marieluise Zizmann | Edgar Michalowski Monika Cassens | Roland Maywald Eva-Maria Kranz         |
| Mixed        | Wolfgang Bochow Marieluise Zizmann | Edgar Michalowski Monika Cassens | Erfried Michalowsky Angela Michalowski |

## Finalresultate
| Disziplin    | Sieger                             | Finalist                         | Ergebnis          |
| ------------ | ---------------------------------- | -------------------------------- | ----------------- |
| Herreneinzel | Michael Schnaase                   | Steen Fladberg                   | 5–15, 15–8, 15–3  |
| Dameneinzel  | Inge Borgstrøm                     | Monika Cassens                   | 12–11, 11–6       |
| Herrendoppel | Wolfgang Bochow Roland Maywald     | Steen Fladberg Morten Frost      | 15–12, 15–8       |
| Damendoppel  | Monika Cassens Angela Michalowski  | Inge Borgstrøm Pia Nielsen       | 15–3, 15–6        |
| Mixed        | Wolfgang Bochow Marieluise Zizmann | Edgar Michalowski Monika Cassens | 6–15, 15–5, 15–10 |